# Bahnstrecke Mount Tom–Easthampton
| Streckenlänge: | 5,33 km                   |                        |                        |
| Spurweite: | 1435 mm (Normalspur)      |                        |                        |
| Zweigleisigkeit: | –                         |                        |                        |
| |                           |                        |                        |
| Gesellschaft: | zuletzt Pioneer Valley RR |                        |                        |
| \| \| \| von Springfield \| \| \| \| 0,00 \| Mount Tom MA \| Mount Tom MA \| \| \| \| nach East Northfield \| \| \| \| \| Interstate 91 \| \| \| \| 3,78 \| Hampton Mills \| Hampton Mills \| \| \| 5,25 \| Easthampton MA \| Easthampton MA \| \| \| 5,33 \| von Shelburne Junction \| von Shelburne Junction \| \| \| \| nach New Haven \| \| |                           |                        |                        |
| Strecke |                           | von Springfield        | von Springfield        |
| ehemaliger Bahnhof | 0,00                      | Mount Tom MA           | Mount Tom MA           |
| Abzweig ehemals geradeaus und nach rechts |                           | nach East Northfield   | nach East Northfield   |
| Strecke mit Straßenbrücke (Strecke außer Betrieb) |                           | Interstate 91          | Interstate 91          |
| Haltepunkt / Haltestelle (Strecke außer Betrieb) | 3,78                      | Hampton Mills          | Hampton Mills          |
| Bahnhof (Strecke außer Betrieb) | 5,25                      | Easthampton MA         | Easthampton MA         |
| Abzweig geradeaus und von rechts (Strecke außer Betrieb) | 5,33                      | von Shelburne Junction | von Shelburne Junction |
| Strecke (außer Betrieb) |                           | nach New Haven         | nach New Haven         |

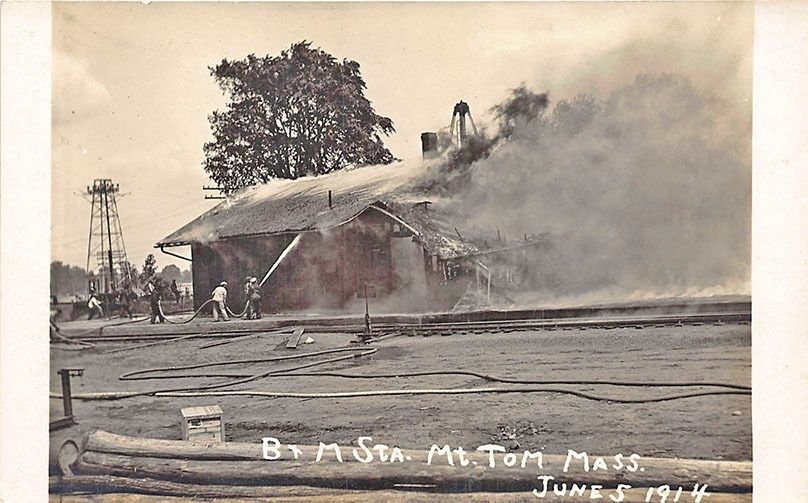
Brand des Mount Tom-Bahnhofs im Juni 1914

Die Bahnstrecke Mount Tom–Easthampton (auch Easthampton Branch) ist eine Eisenbahnstrecke in Massachusetts (Vereinigte Staaten). Sie ist fünf Kilometer lang und band Easthampton an die Hauptstrecke Springfield–East Northfield an. Die normalspurige Strecke ist stillgelegt.

## Geschichte
Die Stadt Easthampton wurde bereits seit den 1850er Jahren von den Zügen der New Haven and Northampton Railroad angebunden, eine direkte Verbindung nach Springfield fehlte jedoch. Um dies zu ändern, erhielt die Mount Tom and Easthampton Railroad Company am 4. Mai 1871 die Konzession zum Bau einer Eisenbahnstrecke von der Hauptstrecke aus Springfield nach Easthampton. Die Gesellschaft wurde aufgestellt und eröffnete am 1. Dezember 1871 die Bahnstrecke, die ohne größere Hindernisse gebaut werden konnte. Zwischen Hampton Mills und Easthampton baute man die Bahnstrecke direkt neben der der New Haven and Northampton Railroad.
Mit Eröffnung der Strecke pachtete die Connecticut River Railroad die Bahn und führte den Betrieb. Sie betrieb auch die Hauptstrecke nach Springfield. Zum 1. Juli 1872 kaufte sie die Bahn auf. Ab dem 1. Januar 1893 führte die Boston and Maine Railroad den Betrieb, nachdem sie ihrerseits die Connecticut River Railroad gepachtet hatte. Ende 1926 wurde der Personenverkehr eingestellt. 1982 verkaufte die Boston&Maine die Strecke an die Pioneer Valley Railroad, die auch die Strecke der früheren New Haven&Northampton betreibt. Sie legte die Strecke jedoch 1983 zusammen mit der in Easthampton anschließenden Strecke still.

## Streckenbeschreibung
Die Strecke zweigt am Bahnhof Mount Tom an der Nordspitze des Stadtgebiets von Holyoke aus der Hauptstrecke von Springfield ab und biegt in Richtung Südwesten ab. Sie verläuft parallel zur East Street und Ferry Street bis nach Easthampton. Nahe dem Haltepunkt Hampton Mills trifft die Trasse auf die der Bahnstrecke New Haven–Shelburne Junction, neben der sie bis zum Endbahnhof Easthampton verläuft. Die Strecke hatte ihren eigenen Endbahnhof direkt neben dem der New-Haven-Strecke, zu der hier auch eine Gleisverbindung bestand.

## Personenverkehr
1881 standen sechs Zugpaare zur Verfügung, die in Mount Tom Anschluss von und nach Springfield hatten. Nach der Übernahme durch die Boston&Maine wurden 1893 acht, 1906 neun und 1916 zehn Zugpaare angeboten, die jedoch nur noch werktags verkehrten. Nach dem Ersten Weltkrieg brach der Personenverkehr auf der Strecke ein, da viele Fahrgäste auf eigene Fahrzeuge umstiegen und sich der Verkehr auf die Straßen verlagerte. 1920 fuhren montags bis freitags noch sechs Zugpaare, samstags sieben. Der Sommerfahrplan 1926 sah noch wochentags fünf und samstags sechs Zugpaare vor. Ende des Jahres wurde der Personenverkehr eingestellt.